# 1711
1711 (MDCCXI) je bilo navadno leto, ki se je po gregorijanskem koledarju začelo na četrtek, po 11 dni počasnejšem julijanskem koledarju pa na ponedeljek.

## Dogodki
- 1. januar

## Rojstva
- - Thomas Wright, angleški učenjak, astronom, matematik, izdelovalec inštrumentov, arhitekt, oblikovalec vrtov († 1786)
- 7. maj - David Hume, škotski filozof, zgodovinar, ekonomist († 1776)
- 18. maj - Ruder Josip Boškovic, hrvaški matematik, fizik, astronom, filozof († 1787)
- 25. september - Qianlong, šesti cesar Čing dinastije († 1799)

## Smrti
- - John Norris, angleški teolog, filozof in pesnik (* 1657)